# دواء محاكي اللاودي

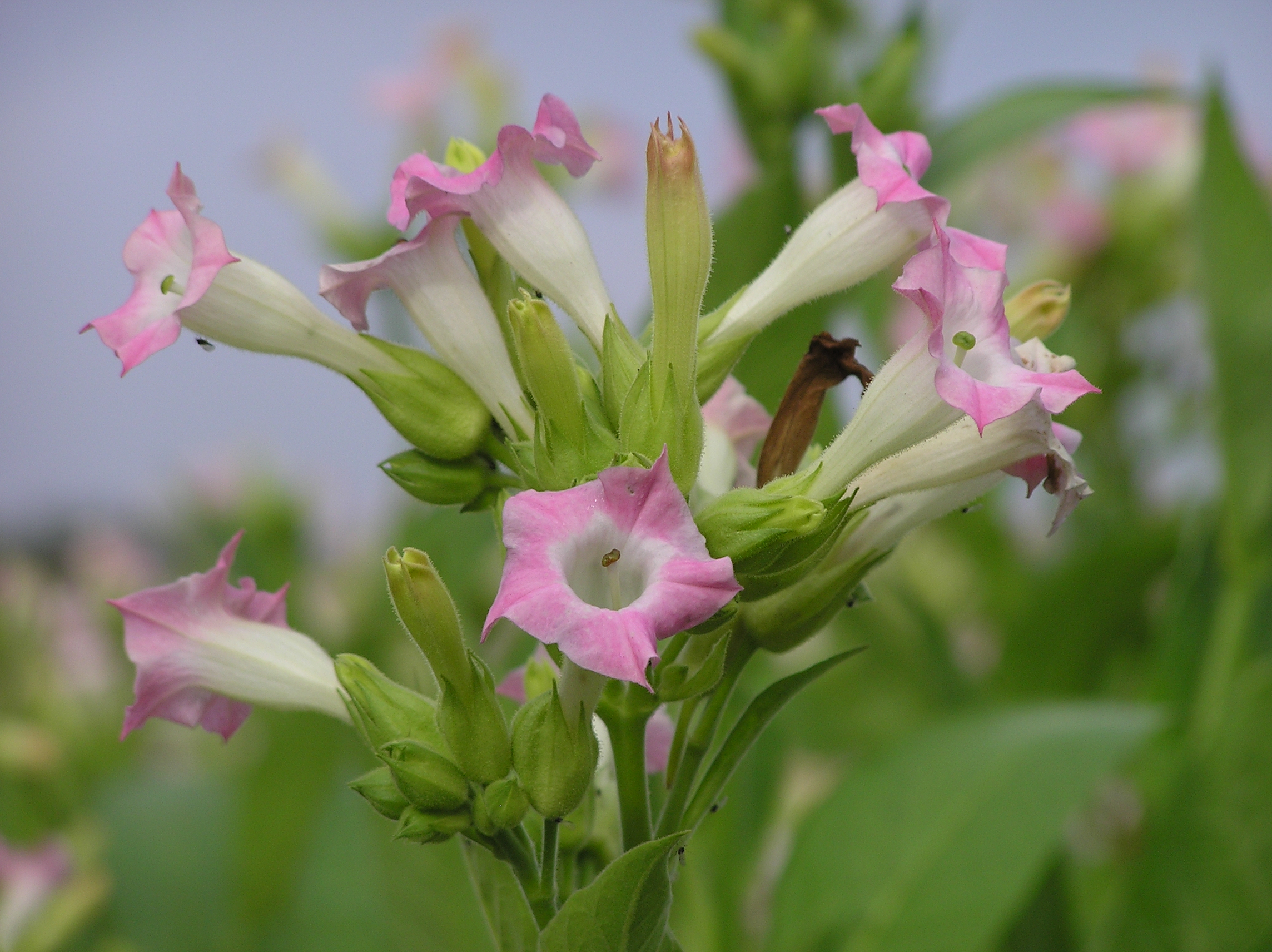

محاكي اللاودي أو المقلدات الكولينية (أو مشابهات الكولين) Cholinergic mimics مجموعة من الأدوية العلاجية التي تقوم بتأثير مشابه لتأثير الأستيل كولين ضمن الجهاز العصبي نظير الودي .
تستخدم هذه الأدوية في علاج مرض المياه الزرقاء (الذي ينتج عن زيادة في ضغط العين).